# Save Cup 2012
Il Save Cup 2012 è stato un torneo professionistico di tennis femminile giocato sulla terra rossa. È stata la 10ª edizione del torneo, che fa parte dell'ITF Women's Circuit nell'ambito dell'ITF Women's Circuit 2012. Si è giocato a Venezia nella località di Mestre dal 3 al 10 settembre 2012.

## Partecipanti

### Teste di serie
| Nazionalità | Giocatrice              | Ranking* | Testa di serie |
| ----------- | ----------------------- | -------- | -------------- |
| Stati Uniti | Julia Cohen             | 101      | 1              |
| Italia      | Karin Knapp             | 129      | 2              |
| Italia      | Alberta Brianti         | 132      | 3              |
| Austria     | Yvonne Meusburger       | 137      | 4              |
| Spagna      | Estrella Cabeza Candela | 145      | 5              |
| Italia      | Nastassja Burnett       | 153      | 6              |
| Lettonia    | Anastasija Sevastova    | 162      | 7              |
| Polonia     | Marta Domachowska       | 180      | 8              |

- Ranking al 27 agosto 2012.

### Altre partecipanti
Giocatrici che hanno ricevuto una wild card:
- Giulia Bruschi
- Julia Mayr
- Yuliana Lizarazo
- Anna Remondina

Giocatrici che sono passate dalle qualificazioni:
- Timea Bacsinszky
- Marina Mel'nikova
- Teodora Mirčić
- Anne Schäfer
- Maša Zec-Peškirič (lucky loser)

## Campionesse

### Singolare
- Karin Knapp ha battuto in finale  Estrella Cabeza Candela con il punteggio di 6–1, 3–6, 6–1

### Doppio
- Mailen Auroux /  María Irigoyen hanno battuto in finale  Réka-Luca Jani /  Teodora Mirčić con il punteggio di 5–7, 6–4, [10–8]